# Équipe de Suisse de football en 1955
Cet article présente les résultats de l'équipe de Suisse de football lors de l'année 1955.

## Bilan
|           | Nombre de matchs | Victoires | Défaites | Matchs nuls | Buts marqués | Buts encaissés |
| Domicile  | 4                | 0         | 4        | 0           | 7            | 13             |
| Extérieur | 2                | 0         | 1        | 1           | 1            | 4              |
| Neutre    | 0                | 0         | 0        | 0           | 0            | 0              |
| Total     | 6                | 0         | 5        | 1           | 8            | 17             |

## Matchs et résultats
| Coupe internationale européenne 1955-1960 | Suisse                    | 2 - 3   | Autriche                                       | Wankdorf, Berne                                     |                                                     |
| 1er mai 1955 · Historique des rencontres  | Hügi 21e · Vonlanthen 42e | (2 - 1) | 27e Hofbauer · 54e (pen.) Brousek · 58e Probst | Spectateurs : 40 000 Arbitrage : Vincenzo Orlandini | Spectateurs : 40 000 Arbitrage : Vincenzo Orlandini |
| 1er mai 1955 · Historique des rencontres  | Rapport                   |         |                                                | Spectateurs : 40 000 Arbitrage : Vincenzo Orlandini | Spectateurs : 40 000 Arbitrage : Vincenzo Orlandini |

| Match amical                            | Pays-Bas                                            | 4 - 1   | Suisse | De Kuip, Rotterdam                              |                                                 |
| 19 mai 1955 · Historique des rencontres | Wilkes 40e 64e · Timmermans 42e · de Bruijckere 58e | (2 - 0) | Hügi   | Spectateurs : 64 000 Arbitrage : Emil Schmetzer | Spectateurs : 64 000 Arbitrage : Emil Schmetzer |
| 19 mai 1955 · Historique des rencontres | Rapport                                             |         |        | Spectateurs : 64 000 Arbitrage : Emil Schmetzer | Spectateurs : 64 000 Arbitrage : Emil Schmetzer |

| Match amical                             | Suisse  | 0 - 3   | Espagne                                | Les Charmilles, Genève                               |                                                      |
| 19 juin 1955 · Historique des rencontres |         | (0 - 1) | 2e Collar · 54e Arieta · 89e Maguregui | Spectateurs : 25 500 Arbitrage : Giovanni Bernardini | Spectateurs : 25 500 Arbitrage : Giovanni Bernardini |
| 19 juin 1955 · Historique des rencontres | Rapport |         |                                        | Spectateurs : 25 500 Arbitrage : Giovanni Bernardini | Spectateurs : 25 500 Arbitrage : Giovanni Bernardini |

| Coupe internationale européenne 1955-1960 | Yougoslavie | 0 - 0 | Suisse | Stade JNA, Belgrade                           |                                               |
| 26 juin 1955 · Historique des rencontres  |             |       |        | Spectateurs : 45 000 Arbitrage : István Zsolt | Spectateurs : 45 000 Arbitrage : István Zsolt |
| 26 juin 1955 · Historique des rencontres  | Rapport     |       |        | Spectateurs : 45 000 Arbitrage : István Zsolt | Spectateurs : 45 000 Arbitrage : István Zsolt |

| Coupe internationale européenne 1955-1960             | Suisse                               | 4 - 5   | Hongrie                                             | La Pontaise, Lausanne                              |                                                    |
| 17 septembre 1955 · 17h00 · Historique des rencontres | Vonlanthen 16e 43e · Antenen 64e 73e | (2 - 3) | 20e 22e Machos · 26e Kocsis · 57e 85e (pen.) Puskás | Spectateurs : 40 000 Arbitrage : Jacques Devillers | Spectateurs : 40 000 Arbitrage : Jacques Devillers |
| 17 septembre 1955 · 17h00 · Historique des rencontres | Rapport                              |         |                                                     | Spectateurs : 40 000 Arbitrage : Jacques Devillers | Spectateurs : 40 000 Arbitrage : Jacques Devillers |

| Match amical                               | Suisse     | 1 - 2   | France                         | Stade Saint-Jacques, Bâle                         |                                                   |
| 9 octobre 1955 · Historique des rencontres | Mauron 87e | (0 - 1) | 24e (pen.) Kopa · 69e Piantoni | Spectateurs : 54 000 Arbitrage : Francis Roeykens | Spectateurs : 54 000 Arbitrage : Francis Roeykens |
| 9 octobre 1955 · Historique des rencontres | Rapport    |         |                                | Spectateurs : 54 000 Arbitrage : Francis Roeykens | Spectateurs : 54 000 Arbitrage : Francis Roeykens |